# System/34

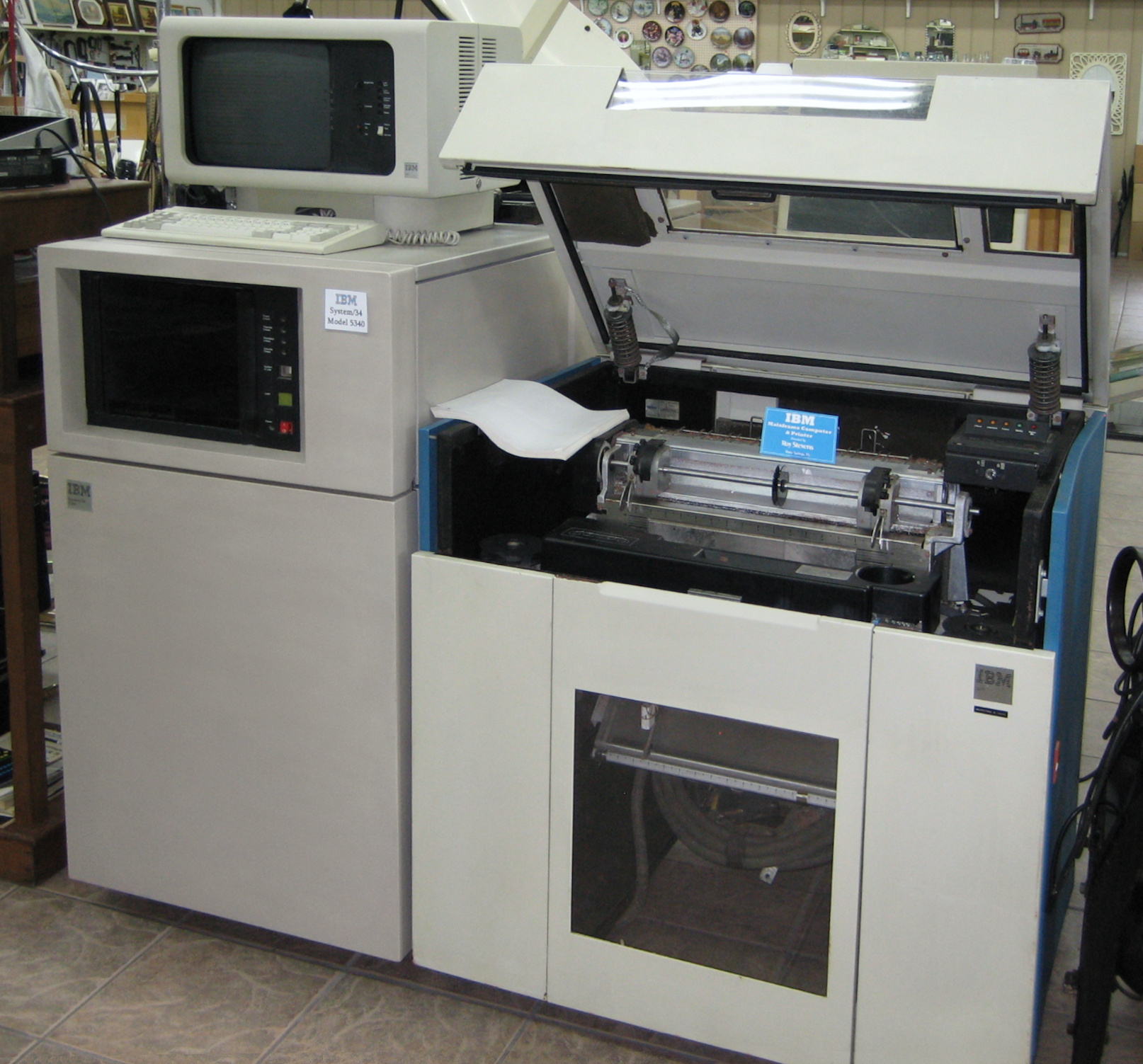

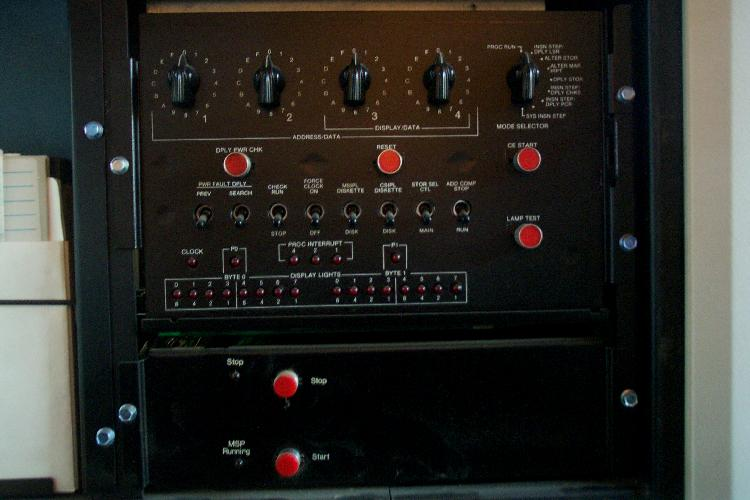
Techniker-Konsole

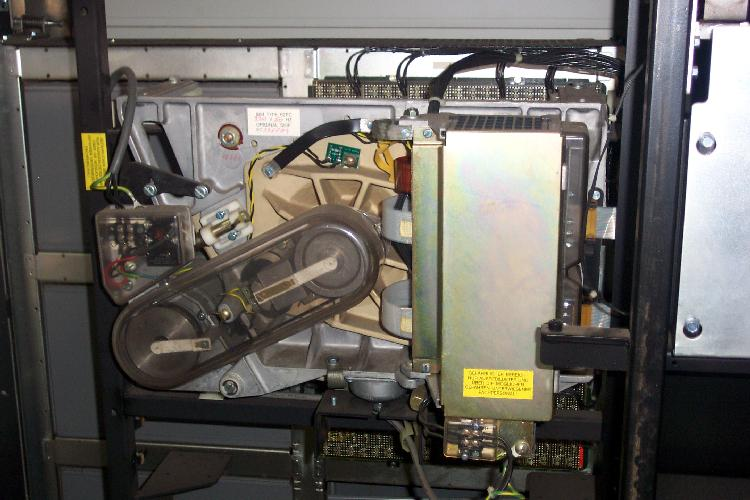
Plattenlaufwerk (16 MB)

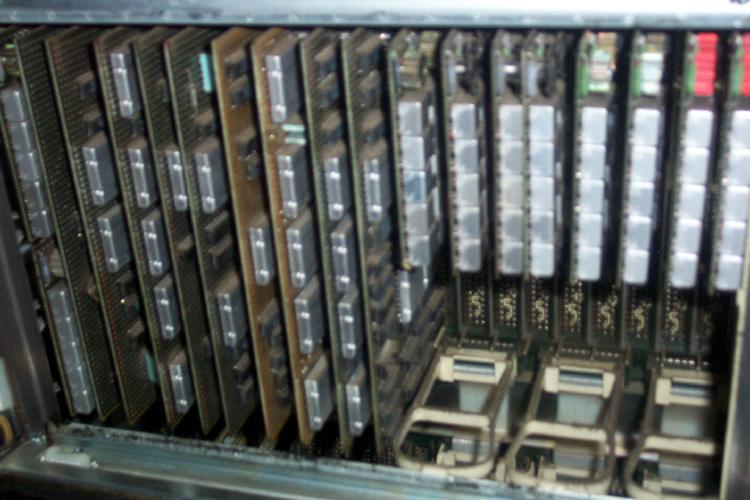
Platinen (SLT-Technik)

Das System/34 (auch S/34) war eine Minicomputer-Architektur der Firma IBM. Es wurde im April 1977 als preiswerte Alternative zu den Großrechnern der Serie S/370 vorgestellt. Es war der Nachfolger des System/32 und der Vorläufer des System/36 sowie das kleinere Schwestersystem der S/38. Die S/34 diente als Mehrplatz-Rechner für Abteilungen und kleinere Unternehmen und wurde bis Februar 1985 produziert.

## Hardware
Die Hauptspeicher-Kapazität betrug maximal 256 Kilobyte RAM. Die S/34 konnte in der Grundausstattung mit zwei und per Erweiterungsmodul mit vier Plattenlaufwerken mit jeweils 64 Megabyte betrieben werden. Zum Betrieb erforderlich war ein angeschlossener und betriebsbereiter Kettendrucker als Systemdrucker. Sein Fehlen machte den Betrieb der S/34 zwar nicht unmöglich, wurde beim Start des Systems aber mit einer antwortpflichtigen Fehlermeldung quittiert. Die Datensicherung erfolgte ausschließlich über Disketten zu 8″. Je nach Ausführung der S/34 gab es drei Einzelzuführungen oder zusätzlich zwei Schächte für Magazine mit jeweils zehn Disketten.
An das System konnten maximal 14 Terminals vom Typ 5250 mit Twinaxialkabeln angeschlossen werden. An einem Strang konnten bis 7 Geräte angeschlossen werden, die seriell nacheinander geschaltet wurden. Dazu hatte jedes Terminal einen Ein- und Ausgang. Das Endgerät musste terminiert werden. Das Terminal am ersten Strang in der ersten Position mit der logischen Adresse 0/0 war die Steuer- oder Systemkonsole für Operator und Administratoren, an der die Fehlermeldungen des Betriebssystems SSP, die sogenannten System Reference Codes (SRC) abgelesen und ggf. beantwortet werden konnten. Hier erfolgte auch die gesamte sonstige Steuerung der S/34 incl. der Überwachung des Systemstarts (Initial Program Loading, IPL) und der Reorganisation der Platten (Compress).

## Betriebssystem und Programmierung
Das System gliederte sich in vier Teile:
- das grundlegende Betriebssystem SSP in einem geschützten, nur für IBM-Techniker mit Spezialdisketten zugänglichen Bereich;
- die in Bibliotheken abgelegten Systemprogramme des SSP und wahlweise Zusatzroutinen wie Compiler, Programmgeneratoren usw.;
- die in Bibliotheken abgelegten Anwendungsprogramme (Quellcode und Maschinenprogramme);
- die sequentiellen, direkten oder einfach indexierten Datendateien.

Das proprietäre Betriebssystem SSP erschien in neun Versionen. Es verfügte über eine generelle Menüsteuerung, die die S/34 trotz der im Vergleich zur S/38 deutlich geringeren Funktionen wesentlich bedienerfreundlicher machte. So konnte man Befehle aus einer Menüstruktur auswählen, was nicht so versierten Administratoren und besonders Anwendern komplizierte Funktionen erleichterte. Programmiert wurde das System/34 über OCL (Operating Control Language) als Steuersprache und RPG oder seltener Cobol als Programmiersprache.
Hierfür waren die Hilfsmittel SEU (Source Entry Utility) als Einzelzeileneditor für den Quellcode und SDA (Screen Design Aid) als Entwurfswerkzeug für Bildschirmmasken verfügbar. Des Weiteren wurde eine als POP (Programmer and Operator Productivity Aid) bezeichnete Hilfe angeboten, die einen Ganzbildeditor (Full Screen Editor, FSE) umfasste. Sie ermöglichte es, viele für Entwickler des Systems nötige Funktionen über besondere Menüs und Steuerprogramme aufzurufen. Ferner standen Generatoren zur Verfügung, die die einfache Dialogbearbeitung oder den schnellen Ausdruck von Datendateien ermöglichten.
In der Praxis war es öfter erforderlich, zur Reorganisation der Platten einen Compress durchzuführen, ähnlich dem heutigen Defragmentieren bei den Windows-PCs. Hierbei wurden frei gewordene Bereiche der Festplatte zu größeren Blöcken zusammengefasst, damit das Betriebssystem wieder über diesen Platz verfügen konnte, da neu zu schreibende Daten nur in passende Blöcke geschrieben werden konnten. Dies dauerte oft mehrere Stunden.